# Rössjöfors
Rössjöfors är en ort i Munka-Ljungby socken i Ängelholms kommun i Skåne län belägen öster om Munka-Ljungby. SCB har avgränsat bebyggelse i norra delen av orten till en småort namnsatt till Rössjöfors (norra delen).